# Kranj
Kranj (en alemán: Krainburg) es la cuarta ciudad más grande de Eslovenia, situada a unos 20 km al norte de Liubliana, con una población de 51.225 habitantes en 2002. Se ubica en la parte central de Alta Carniola, la región noroccidental del país, en una zona montañosa. Es una ciudad industrial con una fuerte industria electrónica. También ha conservado un casco antiguo medieval en la confluencia de los ríos Kobra y Sava.
El nombre de la antigua provincia austríaca de Carniola (hasta 1918, en esloveno Kranjska) proviene de esta ciudad, pues originalmente era su capital. También debe su nombre a los Alpes Cárnicos, en la actualidad en la frontera entre Austria e Italia.

## Geografía
La ciudad se sitúa en la conexión ferroviaria y viaria entre Liubliana, Jesenice, Villach y Múnich. El aeropuerto de Liubliana (en Brnik) está también cerca de Kranj.

## Historia
El promontorio de roca gris en el cual se asentaba la ciudad antigua de Kranj fue habitada desde el siglo I a. C. Se cree que Kranj era la sede del poderoso príncipe esloveno Vojnomir durante la transición desde el período romano hasta la Edad Media. Más adelante se convertiría en un importante centro de comercio, por lo que adquiriría el estatuto de ciudad en el siglo XIII. El desarrollo de la industria del hierro en Gorenjska y Carintia en el siglo XVI también influyó en el crecimiento económico de la ciudad. Los primeros fabricantes aparecieron ya en la primera mitad del siglo XIX, incrementándose a finales de siglo. De este modo, Kranj se convertía en centro económico, comercial, cultural, administrativo, educativo y religioso de la región de Gorenjska, posición que conserva hoy en día.
Kranj también se denomina la Ciudad de Prešeren porque el poeta más grande de Eslovenia, France Prešeren (1800-1849), vivió, trabajó y murió allí.

## Economía
Destacan la industria de neumáticos, calzado, tejidos y electrónica.

## Monumentos y lugares de interés
- Las arcadas y fuente del arquitecto Joze Plecnik.
- El ayuntamiento de los siglos XVI y XVII.
- La casa Pavslar.
- El castillo Kislkamen.
- La iglesia de San Canciano, monumento gótico completado en 1491.
- La iglesia de Rozenvenska (Rosario).
- La iglesia de San Sebastián.

## Ciudades hermanadas
| - Oldham, Inglaterra (desde 1961) - Rivoli, Italia - La Ciotat, Francia - Banja Luka, Bosnia y Herzegovina - Bitola, Macedonia del Norte - Herceg Novi, Montenegro | - Osijek, Croacia - Zemun, Serbia - Kotor Varoš, Bosnia y Herzegovina - Senta, Serbia - Bad Eisenkappel, Austria - Pula, Croacia | - Amberg, Alemania - Novi Sad, Serbia - Zenica, Bosnia y Herzegovina - Singen, Alemania - Villach, Austria |